# (34219) Megantang
2000 QM80 (asteroide 34219) é um asteroide da cintura principal. Possui uma excentricidade de 0.16170960 e uma inclinação de 4.49899º.
Este asteroide foi descoberto no dia 24 de agosto de 2000 por LINEAR em Socorro.